# Panorama Cotton
Panorama Cotton est un jeu vidéo de type shoot them up sorti en 1994 sur Mega Drive. Le jeu a été développé par Success et édité par SunSoft.